# Berrocal (Huelva)
Berrocal es un municipio español de la provincia de Huelva, Andalucía. El municipio cuenta con una población de 288 habitantes (INE 2024) y una superficie de 126 km², tiene una densidad de 2,62 hab/km². Forma parte de la comarca de la Cuenca Minera y se encuentra situada en la parte oriental de la provincia de Huelva.

## Historia
Berrocal ha constituido históricamente un pueblo de carácter minero, ligado a la cuenca minera de Riotinto-Nerva, especialmente tras la llegada a la zona de la británica Rio Tinto Company Limited y la expansión de los trabajos. Para dar salida a los minerales se construyó un ferrocarril de vía estrecha, inaugurado en 1875, que llegó a contar con una serie de estaciones en su área cercana: Berrocal y Las Cañas. También se levantó un núcleo habitado, El Manzano, junto a la vía general del ferrocarril. La línea férrea se mantuvo en servicio hasta su clausura en febrero de 1984. Desde la década de 1970, a raíz del declive económico que experimento la cuenca minera, se produjo un éxodo de población a la ciudad que afectó singularmente a la demografía del municipio.

## Demografía
Berrocal cuenta con una población de 288 habitantes (INE 2024).
| Gráfica de evolución demográfica de Berrocal entre 1842 y 2021                                                      |
| |
| Población de derecho según los censos de población del INE Población de hecho según los censos de población del INE |

## Cultura

### Gastronomía
El municipio cuenta con la ya no tan vigente cooperativa de la miel. Es un pueblo donde se trabaja para la autosuficiencia, esto es llevado a cabo con pequeñas, y no tan pequeñas, explotaciones agrícolas y ganaderas, que ponen a manos del berrocaleño una amplia gama de productos en los que cabe destacar: Su jamón (y demás productos del cerdo), su miel, sus piñonates, alfajores y más dulces tradicionales, sus hortalizas en verano, y la micología.

### Fiestas locales
- Cruces de Mayo: Esta fiesta, que se celebra el primer fin de semana de mayo, constituye el principal atractivo turístico y cultural de Berrocal. Esta celebración ha suscitado el interés de estudiosos al igual que el del visitante en general a causa de la rivalidad existente entra la Cruz de Arriba y la Cruz de Abajo, rivalidad presente ya en los siglos XV-XVI. La fiesta consiste fundamentalmente en una concelebración de ritos paganos y católicos. Ya desde semanas antes todos los vecinos han comenzado a acicalar sus casas y a preparar las viandas con las que obsequiar a los amigos vecinos e invitados a la 'fiesta grande'. Se sacan las mejores chacinas de la matanza y se piensa en preparar el 'costo' o comida típica berrocaleña. Mientras, las dos Hermandades, en un respetuoso pique y por separado, buscan las mejores bestias y preparan los 'jatos' o monturas y aparejos enjaezados con bordes y filigranas de origen árabe con que vestirlas. Se comienza también a decorar la Cruz, jóvenes y mayores participan y ponen todo su empeño en los preparativos. Se trata, en definitiva de hacerlo mejor y más bonito que la rival. Este concepto de 'pique', que nunca va más allá de pequeños roces entre vecinos, forma parte de la gracia que los berrocaleños dan a la festividad, jugando un papel trascendental en el mantenimiento de las fiestas. El afán de superación se hace patente año tras año y desemboca en un mayor atractivo y emoción para todos los participantes del acontecimiento. El viernes, el día de San Felipe se va a cortar el romero para ofrecerlo a la Cruz al día siguiente, acompañado de las típicas coplas de “pique”. El Sábado (día del romero) se preparan dos bestias ataviadas con aparejos de terciopelo bordado en oro, con las jáquimas y el rabo engalanados para el ancestral rito. Mientras se carga los haces de romero en las bestias se procede a la salida de los 'mozos de la Bandera' que serán los protagonistas de los rituales paganos a celebrar en el día, entre vítores y clamores de las mujeres. En el Acto que prosigue el mozo subido a una mula clava la bandera en el haz de romero que porta el animal y, al llegar a su ermita, la desclava y ofrece el romero a la Santa Cruz. Ambas hermandades realizan los mismos actos de forma sucesiva, llevando luego las cruces a la iglesia donde permanecen hasta el día siguiente, Domingo.  El domingo es el día solemne de la Cruz, donde, tras la celebración de la Eucaristía en honor de la Santa Cruz, ambas hermandades salen en procesión por el pueblo acompañadas por los hermanos y hermanas y las bandas de música. Como es usual en este tipo de fiestas, la rivalidad entre ambas hermandades es grande, reflejándose en las coplas de 'pique' en las que pregonan las carencias de la otra o ensalzan la propia belleza.  De indudable interés etnológico, declaradas como Bien de Interés Turístico Cultural de Andalucía en 1998, plena de ritos, de tradiciones centenarias y de sanos “piques”, la Fiesta de la Santa Cruz se erigen como el principal atractivo turístico y cultural de esta localidad.
- San Lorenzo: Es la fiesta con la que se celebra el final de la cosecha de verano. La duración de esta fiesta es de 5 días, con numerosos actos tanto culturales, deportivos, de recreo y animación para todas las edades. El recinto ferial, es el centro de todas las actividades, se compone de una caseta municipal, donde se realizan teatro, conciertos y baile con orquesta todos los días, y una caseta de la juventud, donde hay música todas las noches. La culminación de la fiesta es la entrega de medallas y premios a todos los niños que han participado en los juegos que se han realizado durante todos los días.
- San Juan Bautista (pirulito)
- Jornadas micológicas
- Jornadas ecológicas
- Los Sachos